# Płaca realna
Płaca realna – zależność pomiędzy kosztami a zyskami. Płaca realna mówi pracodawcy o koszcie zatrudnienia pracowników i pozwala na porównanie tego kosztu z ich końcową wydajnością. Odnosi się to także do gospodarstw domowych, które będą na jej podstawie mogły wyliczyć, jak dużą ilość towarów są w stanie kupić ze swoich przychodów. I tak np. gdy wszystkie ceny i płace podwajają się, wielkości realne nie ulegają zmianie. Inaczej jest to rzeczywista siła nabywcza otrzymanej płacy, czyli ilość towarów i usług, jakie można za nie kupić.

## Wzrost i spadek płacy realnej
Płaca realna rośnie jeżeli:
- płaca nominalna rośnie, a poziom cen pozostaje bez zmian
- płaca nominalna pozostaje bez zmian, a poziom cen spada
- tempo wzrostu płacy nominalnej jest większe niż tempo wzrostu poziomu cen
- tempo spadku płacy nominalnej jest mniejsze niż tempo spadku poziomu cen

Płaca realna spada jeżeli:
- płaca nominalna spada, a poziom cen pozostaje bez zmian
- płaca nominalna pozostaje bez zmian, a poziom cen wzrasta
- tempo wzrostu płacy nominalnej jest mniejsze niż tempo wzrostu poziomu cen
- tempo spadku płacy nominalnej jest większe niż tempo spadku poziomu cen